# Amaniastabarqa
Amaniastabarqa là một vị vua Kush của Meroë, ông trị vì vào khoảng năm 510–487 TCN.

## Triều đại
Ông được cho là người đã kế vị Karkamani dựa theo trình tự của các kim tự tháp Nubia tại Nuri, địa điểm nơi ông được an táng (số 2). Kim tự tháp này đã được một đoàn thám hiểm của đại học Harvard và bảo tàng mỹ thuật Boston khai quật vào năm 1917. Do đó, nhiều hiện vật thuộc về ông ngày nay nằm tại Boston, bao gồm các ushabti, đồ gốm, các vật đặt móng, những đồ vật bằng đá và các đồ tạo tác bằng vàng. Một tấm bia đá bằng đá granite gơnai có mang đồ hình của Amaniastabarqa có nguồn gốc từ Nuri, ngày nay cũng nằm tại Boston (số hiệu 17-2-1910B).
Một hiện vật khác của ông hiện đang nằm tại bảo tàng cổ vật Khartoum, nó là một tấm che ngực bằng vàng.